# Rolex (pokrm)
Rolex je populární ugandské pouliční jídlo. Jedná se o placku čapatí (původně z indické kuchyně), uvnitř které je vaječná omeleta a směs zeleniny. Tento pokrm je v Ugandě velmi populární, protože je rychlý a levný na přípravu. Název rolex pochází z angličtiny (ze slovního spojení rolled eggs, v překladu zarolovaná vejce). Původně pochází z ugandského regionu Busoga, ale brzy se stal populární jako rychlé levné jídlo mezi studenty z univerzity Makerere University v Kampale a poté se rozšířil i do zbytku země.
Mezi další varianty rolexu patří „Titanic“, rolex skládající se ze dvou čapati a „Kikomando“, rolex plněný fazolemi a nakrájený na kousky.